# Funk in a Mason Jar
Funk in a Mason Jar is het derde soloalbum van Harvey Mason. Het werd in 1977 uitgebracht door Arista Records. Mason verzorgde zelf de muzikale productie. Het album bereikte de negende plaats in de Billboard-hitlijst voor jazzalbums en de 37ste plaats in hun lijst voor rhythm-and-bluesalbums. Op de eerste zijde van deze elpee staan alleen door Mason zelf geschreven nummers en het bestaat voornamelijk uit soul; hoewel de andere zijde begint met een vertolking van het  Marvin Gaye-nummer "What's Going On?", is deze kant meer jazzy.

## Tracklist
| Nr. | Titel                 | Schrijver(s)                                  | Duur |
| --- | --------------------- | --------------------------------------------- | ---- |
| 1.  | Pack Up Your Bags     | Art Wilson, Harvey Mason, Skip Scarborough    | 5:00 |
| 2.  | Till You Take My Love | David Foster, Mason                           | 3:30 |
| 3.  | Space Cadets          | Dave Grusin, Mason, Louis Johnson, Ray Parker | 3:32 |
| 4.  | Freedom Either Way    | Mason, Sally Mason                            | 3:30 |
| 5.  | Funk in a Mason Jar   | Mason                                         | 1:50 |

| Nr. | Titel            | Schrijver(s)                                  | Duur |
| --- | ---------------- | --------------------------------------------- | ---- |
| 1.  | What's Going On? | Alfred Cleveland, Marvin Gaye, Renaldo Benson | 8:23 |
| 2.  | Set It Free      | Eva Ein, Kenny Loggins                        | 5:49 |
| 3.  | Phantazia        | Grusin                                        | 4:25 |
| 4.  | Liquid           | Mason                                         | 4:37 |

## Musici
"Pack Up Your Bags"
- Nathan Watts - basgitaar
- Art Wilson - zang
- Harvey Mason - drums, vibrafoon, conga's, percussie
- Charles Veal - strings
- Al McKay - gitaar
- Mike Simbello - gitaar
- Jerry Peters - piano
- Julia Waters - achtergrondzang
- Maxine Waters - achtergrondzang
- Vonetta Fields - achtergrondzang
- Dorothy Ashby - harp

"Till You Take My Love"
- Harvey Mason - drums, conga's, percussie
- David Foster - elektrische piano
- Mike Porcaro - basgitaar
- Merry Clayton - zang
- Charles Veal - strings
- Jay Graydon - gitaar
- Phil Upchurch - gitaar
- Ray Parker - gitaar
- Steve Forman - percussie
- Tower of Power - blaasinstrumenten
- David Paich - piano
- Paulette McWilliams - achtergrondzang
- Stephanie Spruill - achtergrondzang

"Space Cadets"
- Louis Johnson - basgitaar
- Harvey Mason - percussie, drums, zang
- Ray Parker - gitaar
- Dave Grusin - elektrische piano, synthesizer
- Hoppy Mason  - 'special effects'

"Freedom Either Way"
- Harvey Mason  - drums, conga's, percussie, zang
- Louis Johnson - basgitaar
- Jay Graydon - gitaar
- Steve Forman - percussie
- Sea Wind Horns - blaasinstrumenten
- David Foster - piano

"Funk in a Mason Jar"
- Harvey Mason - zang,
- Kenny Mason - zang
- Marvin Mason - zang
- Merry Clayton - zang
- Sylvia Cox - zang

"What's Going On?"
- Ronnie Foster - elektrische piano
- Stanley Banks - basgitaar
- Harvey Mason - drums, vibrafoon, conga's, percussie
- Steve Forman - percussie
- Jorge Dalto - piano
- George Benson - zang, gitaar
- Denyse Buffum - cello
- Renite Koven - cello
- Rollice Dale - cello
- Ronald Cooper - cello
- Selene Hurford - cello
- Virginia Majewski - cello
- Arnold Belnick - viool
- Dorothy Wade - viool
- Harrison Goldman - viool
- Henry Roth - viool
- Karen Jones - viool
- Marsha Van Dyke - viool
- Bob Lipsett - viool
- Robert Sushel - viool
- Garvey Winterton - viool
- Charles Veal - strings

"Set It Free"
- Charles Veal - strings
- Verdine White - basgitaar
- Dave Grusin - synthesizer
- Lee Ritenour - akoestische gitaar
- Tom Scott - tenorsaxofoon
- David T. Walker - gitaar
- Victor Feldman - percussie
- Paulette McWilliams - zang
- Stephanie Spruill - zang
- Harvey Mason - drums
- Bob James - piano
- Ralph McDonald - conga's

"Phantazia"
- Dave Grusin - elektrische piano
- Ronnie Foster - synthesizer (minimoog)
- Ian Underwood - synthesizer
- Lee Ritenour - gitaar
- Anthony Jackson - basgitaar
- Steve Forman - percussie
- Bill Watrous - trombone
- Dick "Slyde" Hyde - trombone
- Chuck Finley - trompet
- Gary Grant - trompet
- Jerry Hey - trompet
- Kenny Mason - trompet

"Liquid"
- Tom Scott - tenorsaxofoon
- Verdine White - basgitaar
- Dave Grusin - synthesizer
- Harvey Mason - drums
- David T. Walker - gitaar
- Lee Ritenour - gitaar
- Victor Feldman - percussie
- Denyse Buffum - cello
- Renita Koven - cello
- Rollice Dale - cello
- Ronald Cooper - cello
- Selene Hurford - cello
- Virginia Majewski - cello
- Bill Watrous - trombone
- Dick "Slyde" Hyde - trombone
- Arnold Belnick - viool
- Dorothy Wade - viool
- Harrison Goldman - viool
- Henry Roth - viool
- Karen Jones - viool
- Marsha Van Dyke - viool
- Bob Lipsett - viool
- Robert Sushel - viool
- Garvey Winterton - viool
- Bob James - piano
- Chuck Finley - trompet
- Gary Grant - trompet
- Jerry Hey - trompet
- Kenny Mason - trompet